# Freek van der Lee
Freek van der Lee (Rotterdam, 8 agosto 1935 – 7 febbraio 2020) è stato un calciatore olandese, di ruolo difensore.

## Carriera
Nella sua stagione d'esordio, la 1957-1958, van der Lee con lo Sparta Rotterdam ottiene il nono posto finale e la vittoria nella Coppa d'Olanda 1957-1958.
L'anno seguente van der Lee con lo Sparta vince in campionato, guadagnando anche l'accesso alla quinta Coppa dei Campioni.
Nella stagione successiva lo Sparta ottenne il settimo posto finale ed il raggiungimento dei quarti di finale della Coppa dei Campioni 1959-1960. L'anno seguente il club ottenne il quarto posto finale.
La stagione 1961-1962 è chiusa al nono posto in campionato e con la vittoria della Coppa d'Olanda 1961-1962.
Nella sua ultima stagione di militanza nello Sparta, la 1962-1963, van der Lee ottiene il terzo posto in campionato, mentre l'avventura nella Coppa delle Coppe 1962-1963 termina al primo turno.
Nella stagione 1963-1964 passa all'ADO Den Haag, con cui ottiene il decimo posto finale ed il raggiungimento della Coppa d'Olanda 1963-1964, persa ai rigori contro il Fortuna '54.
Nella sua seconda stagione con i capitolini ottiene il terzo posto finale, piazzamento bissato l'anno seguente, stagione in cui raggiunge anche la finale della Coppa d'Olanda 1965-1966, persa contro il suo vecchio club, lo Sparta Rotterdam. L'Eredivisie 1966-1967, ultima stagione giocata, è invece conclusa al quarto posto.
Nell'estate 1967, con l'ADO Den Haag nelle vesti del San Francisco Golden Gate Gales, disputa l'unica edizione del campionato dell'United Soccer Association, lega calcistica nordamericana che poteva fregiarsi del titolo di campionato di Prima Divisione su riconoscimento della FIFA, nel 1967: quell'edizione della Lega fu disputata utilizzando squadre europee e sudamericane in rappresentanza di quelle della USA, che non avevano avuto tempo di riorganizzarsi dopo la scissione che aveva dato vita al campionato concorrente della National Professional Soccer League. I Golden Gate Gales non superarono le qualificazioni per i play-off, chiudendo la stagione al secondo posto della Western Division.

## Palmarès
- Campionato olandese: 1

1958-1959
- Coppa dei Paesi Bassi: 2

1957-1958, 1961-1962